# Астанинский автобус
Астанинский автобус — автобусная сеть, действующая в Астане. На сегодняшний день сеть представлена 109 маршрутами. В городе действует 6 автобусных парков. В среднем в сутки автобусы перевозят 622 тысячи пассажиров. Максимальный пассажиропоток зафиксирован в 2023 году — 755 тысяч человек.

## Парк автобусов
По состоянию на ноябрь 2022 года, подвижной состав автобусных парков города Астаны укомплектован продукцией итальянских, китайских и белоруской компаний:
- Iveco Urbanway E6 C9 — 400 шт.
- Irisbus Citelis — 300 шт.
- Irisbus Citelis E6 C9 — 125 шт.
- Iveco Crossway — 100 шт.
- Yutong E12 — 125 шт.
- МАЗ-103.465 — 100 шт.

## Оплата проезда
С 2014 года по июль 2024 года стоимость проезда составляла 90 тенге.
С 1 августа 2024 года стоимость проезда составляет 110 тенге и более, в зависимости от пригородной зоны.
С 1 июля 2018 года в городе действовала электронная оплата картами AstraBus и через мобильные приложения. После начала карантина COVID-19 в столице, убрана возможность оплаты проезда наличной оплаты.
Способы оплаты за проезд:
- SMS;
- Банковская карта;
- Автобусная карта;
- Сканирование QR-кода;
- NFC-оплата через Apple Pay, Samsung Pay и Google Pay;
- Оплата за проезд по Bluetooth через мобильное приложение Avtobys.kz.

## Режим и расписание маршрутов
Большинство маршрутов города начинают работу в 6:00 и заканчивают в преимущественно в 22:00-23:00.
В июне 2024 года были запущены ночные маршрутыномер:№201,202,203. Однако, они были уже приостановлены в  сентябре того же года.

## Экскурсионный автобус
В 2013 году был запущен двухэтажный экскурсионный автобус, который проезжает по основным достопримечательностям города. Стоимость проезда:
- 6000 тенге (взрослые);
- 3000 тенге (дети, студенты и пенсионеры)[10].